# 汪世铭

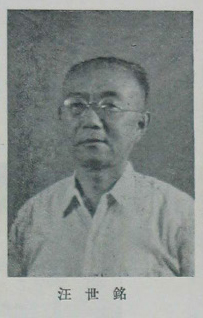
汪世銘近照

汪世铭（1896年—1977年），安徽桐城人，中华人民共和国政治人物，曾任政务院参事，中国民主同盟中央常委。

## 生平
1954年，当选第一届全国人民代表大会代表。

## 荣誉
- 三等云麾勋章（1945年11月3日批准[2]）